# Anabaum
Der Anabaum (Faidherbia albida) ist die einzige Pflanzenart der Gattung Faidherbia in der Unterfamilie der Mimosengewächse (Mimosoideae) innerhalb der Familie der Hülsenfrüchtler (Fabaceae). Diese Art stammt aus Afrika sowie dem Nahen Osten, wurde aber auch in Indien und Pakistan eingeführt.

## Beschreibung und Ökologie

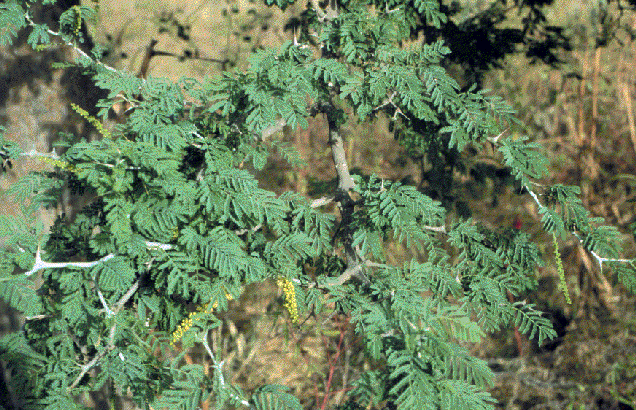
Zweig mit gefiederten Laubblättern und Blütenständen

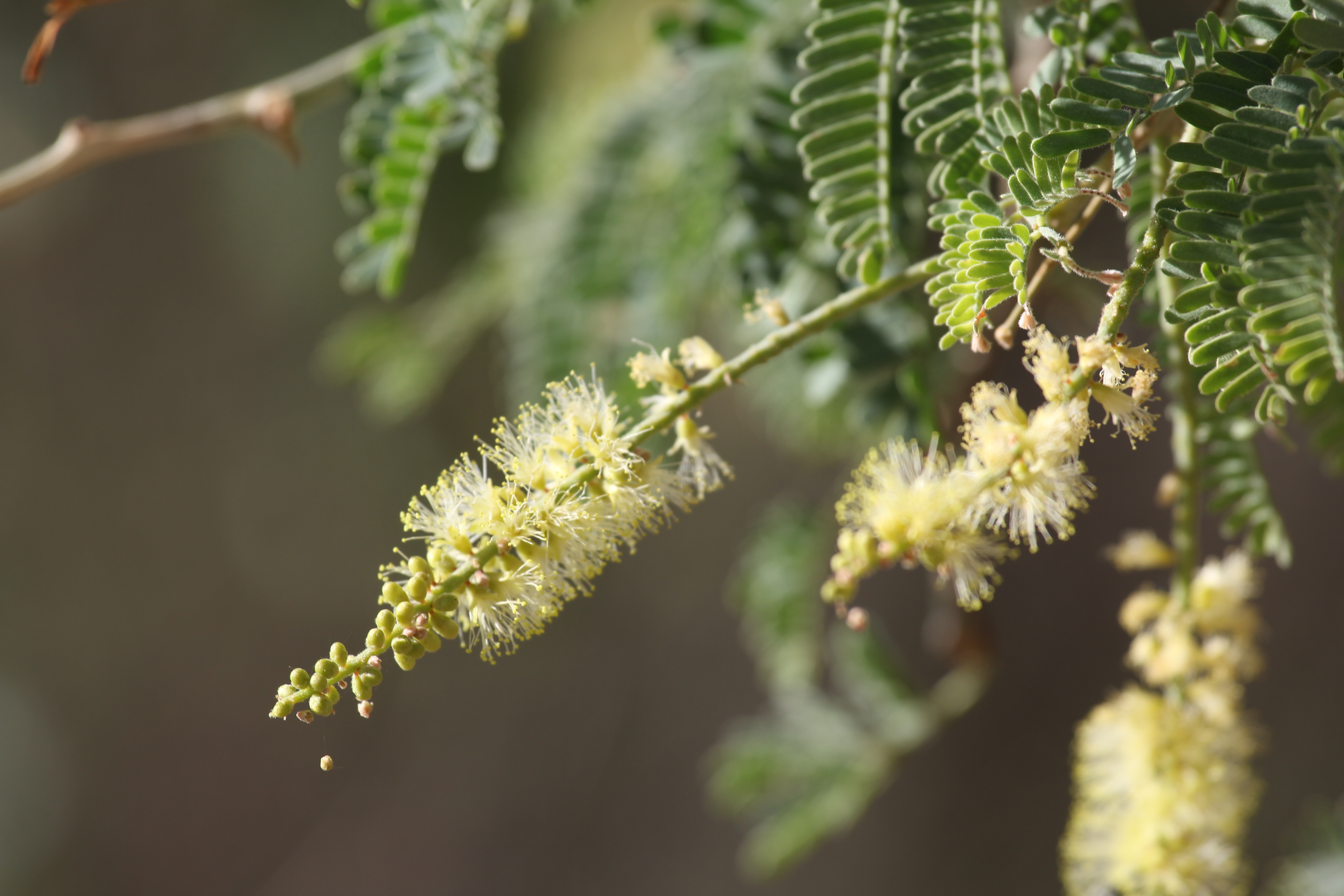
Blütenstände

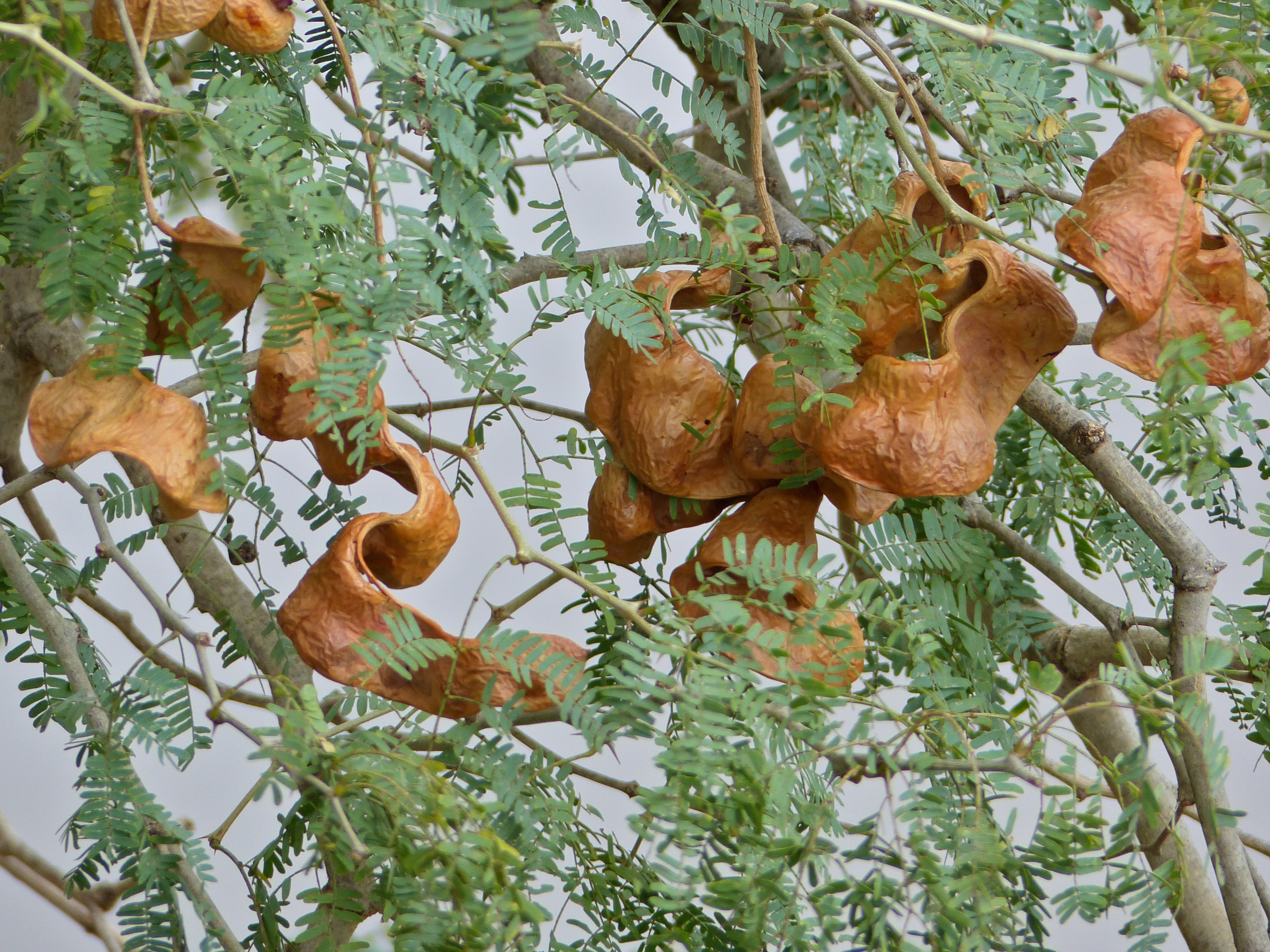
Hülsenfrüchte

### Vegetative Merkmale
Bei Faidherbia albida handelt es sich um einen laubwerfenden, dornigen Baum, der Wuchshöhen von bis zu 30 Metern erreicht und eine bis 40 Meter tief reichende Pfahlwurzel bildet. Die Dornen sind umgebildete Nebenblätter.
Die Pflanze ergrünt erst zum Anfang der Trockenzeit. Die wechselständigen Laubblätter sind blaugrün und doppelt gefiedert; mit drei bis zehn Paaren Fiedern erster Ordnung und je sechs bis 23 Paaren Fiederblättchen zweiter Ordnung. Die Fiederblättchen zweiter Ordnung sind 3,5 bis 9 × 0,7 bis 3 Millimeter groß und grau-grün.

### Generative Merkmale
Die ährigen Blütenstände sind 3,5 bis 16 Zentimeter lang mit einem Durchmesser von 2 Zentimetern. Die gelblichen Blüten sind zwittrig. Fünf Kelchblätter bilden einen 1 bis 1,7 Millimeter langen Kelch. Die fünf freien Kronblätter sind 3 bis 3,5 Millimeter lang. Die Blütezeit reicht von März bis September. Als Bestäuber wurden Insekten aus folgenden Gruppen beobachtet: Scoliidae, Eumonidae (Hymenoptera) und Lycanidae (Lepidoptera).
Die gekrümmten bis gedrehten Hülsenfrüchte sind orange bis rötlich-braun, 10 bis 35 Zentimeter lang und 2 bis 5 Zentimeter breit. Jede Hülsenfrucht enthält 10 bis 29 dunkelbraune, eiförmige, helle Samen, die 10 × 6,0 Millimeter groß sind.

## Systematik
Die Erstbeschreibung erfolgte 1813 unter dem Namen (Basionym) Acacia albida durch Alire Raffeneau-Delile. Die Gattung Faidherbia wurde 1934 mit der Neukombination zu Faidherbia albida (Delile) A.Chev. durch Auguste Jean Baptiste Chevalier veröffentlicht. Das Artepitheton albida bezieht sich auf den weißlichen Stamm dieser Art. Der Gattungsname Faidherbia ehrt den französischen General und Gouverneur des Senegal Louis Faidherbe (1818–1889).

## Trivialnamen in anderen Sprachen
Trivialnamen in anderen Sprachen sind beispielsweise: ana tree, apple ring acacia, winter thorn, arabisch حراز haraz.

## Nutzung
Die Eigenschaft, in der Trockenzeit Schatten zu geben, aber auch die Stickstoffanreicherung und -fixierung machen Faidherbia albida zu einem beliebten Baum in Agroforstsystemen der Sahel- und Sudanzone bei der sogenannten immergrünen Landwirtschaft. Zudem verliert der Baum während der Regenzeit seine Blätter, die dann als stickstoffhaltige Düngemittel dienen. Die Hülsenfrüchte werden als eiweißreiches Viehfutter genutzt, im südlichen Afrika auch als Nahrungsmittel in Notzeiten. Die Verfütterung an die Tiere bewirkt aber auch, dass die Samen keimen, wenn sie durch den tierischen Verdauungstrakt gegangen sind. Außerdem werden Teile des Baumes medizinisch und veterinärmedizinisch genutzt. Der Anabaum ist deshalb einer der wichtigsten Bäume bei der Wiederbegrünung des Niger, bei der 200 Millionen Bäume gepflanzt wurden. Anabäume halten durch ihr großes Wurzelsystem auch  länger Wasser im oberen Erdreich, sodass Bauern Dürren besser durchstehen können, und die Zweige dienen als Feuerholz.
Das Holz des Anabaums wird aufgrund seiner Resistenz gegenüber Fäulnis und Termitenbefall in der Region des Binnendeltas des Niger für Gerüstbauteile an Moscheen sehr geschätzt, so als toron-Balken in den Lehmmoscheen von Timbuktu.